# Mondragon (Northern Samar)
Mondragon is een gemeente in de Filipijnse provincie Northern Samar op het eiland Samar. Bij de laatste census in 2007 had de gemeente bijna 33 duizend inwoners.

## Geografie

### Bestuurlijke indeling
Mondragon is onderverdeeld in de volgende 24 barangays:
| - Bagasbas - Bugko - Cablangan - Cagmanaba - Cahicsan - Chitongco - De Maria - Doña Lucia - Eco - Flormina - Hinabangan - Imelda | - La Trinidad - Makiwalo - Mirador - Nenita - Roxas - San Agustin - San Antonio - San Isidro - San Jose - San Juan - Santa Catalina - Talolora |

## Demografie
Mondragon had bij de census van 2007 een inwoneraantal van 32.718 mensen. Dit zijn 4.620 mensen (16,4%) meer dan bij de vorige census van 2000. De gemiddelde jaarlijkse groei komt daarmee uit op 2,12%, hetgeen hoger is dan het landelijk jaarlijks gemiddelde over deze periode (2,04%). Vergeleken met de census van 1995 is het aantal mensen met 7.214 (28,3%) toegenomen.

De bevolkingsdichtheid van Mondragon was ten tijde van de laatste census, met 32.718 inwoners op 288,9 km², 113,3 mensen per km².